# Калифорнија Сити (Калифорнија)
Калифорнија Сити (енгл. California City) град је у америчкој савезној држави Калифорнија. По попису становништва из 2010. у њему је живело 14.120 становника.

## Демографија
Према попису становништва из 2010. у граду је живело 14.120 становника, што је 5.735 (68,4%) становника више него 2000. године.
| Група             | 2000.         | 2010.         |
| Белци             | 5.136 (61,3%) | 5.640 (39,9%) |
| Афроамериканци    | 1.075 (12,8%) | 2.150 (15,2%) |
| Азијати           | 313 (3,7%)    | 367 (2,6%)    |
| Хиспаноамериканци | 1.422 (17,0%) | 5.385 (38,1%) |
| Укупно            | 8.385         | 14.120        |